# المنطقة الشرقية (السعودية)
المنطقة الشرقية هي أكبر مناطق السعودية مساحةً، وأكثر منطقة يوجد بها النفط في العالم، وأحر منطقة في السعودية. تقع في شرق البلاد على ساحل الخليج العربي.

## لمحة تاريخية
يعود تاريخ الاستيطان في المنطقة الشرقية من المملكة إلى ما قبل 7000 إلى 8000 عام قبل الميلاد تقريبًا، وقد كان لتميز المنطقة الطبيعي الذي اكتسبته من موقعها الذي يمتد 610 كم على ساحل الخليج العربي أثر كبير في جذب الأنظار إليها وبالذات لكونها حلقة اتصال ما بين العالم الخارجي والمناطق الأخرى القريبة منها. والمدفن الموجودة في المنطقة الشرقية تعطي دليلاً واضحاً على أن عمليات الاستيطان البشري إضافة إلى الأعمال التجارية كانت سائدة منذ آلاف السنين. ومع أن المنطقة قد استغرقت زمنا طويلاً لإنشاء الاستمرارية الحضارية فإن بقايا المباني وأطلال المدن والفخاريات والأعمال اليدوية المنحوتة وخلافه تؤكد أن درجة عالية من الإنجازات قد تحققت على أيدي المستوطنين والقاطنين آنذاك. كما أثبتت هذه الحفريات أيضاً أن المنطقة تقع في مفترق طرق ما بين العديد من الثقافات والأنشطة.
وقد تأثرت المنطقة بصورة رئيسية بثقافات العبيد (من 4300 إلى 5100 سنة قبل الميلاد) وسكان ما بين النهرين وحضارة وحوض نهر السند والإغريق واليونان والفرس وفي التاريخ الحديث تأثرت بثقافات العثمانيين وقد قام البرتغاليون ببناء قلاعهم في تاروت دلالة على اهتمامهم بهذا الجزء من العالم وقاموا بتركيز أنفسهم بالرغم من قصر بقائهم في المنطقة مقارنة بالآخرين. وقد حافظت هذه الموجات الثقافية على تواجدها الصامت من خلال الحلي الذهبية والأحجار نصف الكريمة والهياكل الحجرية والتماثيل والآثار التاريخية وغيرها وقد أتى العثمانيون إلى المنطقة عام 960هـ (1553م) إلى أن عادت المنطقة تحت سيطرة بني خالد لفترة، ثم مالبثت أن عادت تحت سيطرة العثمانيين حتى قيام الدولة السعودية الأولى في أوائل القرن الثالث عشر الهجري حيث استمر ذلك لربع قرن تنعم فيه المنطقة بالأمن والاستقرار إلى أن وجهت الدولة العثمانية حملة عسكرية من قبل واليها على مصر آنذاك محمد علي باشا وتم احتلالهم للإحساء عام 1233هـ 1818م. ومرت المنطقة بفترات متفاوتة من الاستقرار وعدمه إلى دخلها الملك عبد العزيز بن عبد الرحمن بن فيصل آل سعود في منتصف ليلة الأثنين 25 جمادى الأولى 1331هـ (8 مايو 1913م) وفي صباح اليوم التالي استسلم متصرف الأحساء العثماني وجنود حاميته فأعطاهم الملك عبد العزيز الأمان وأمر بترحيلهم عن طريق العقير ثم أرسل الملك عبد العزيز حملة إلى القطيف فقامت باستردادها حيث عادت جميع المنطقة تحت الحكم السعودي وانضمت للمناطق الأخرى من المملكة.

## الاقتصاد

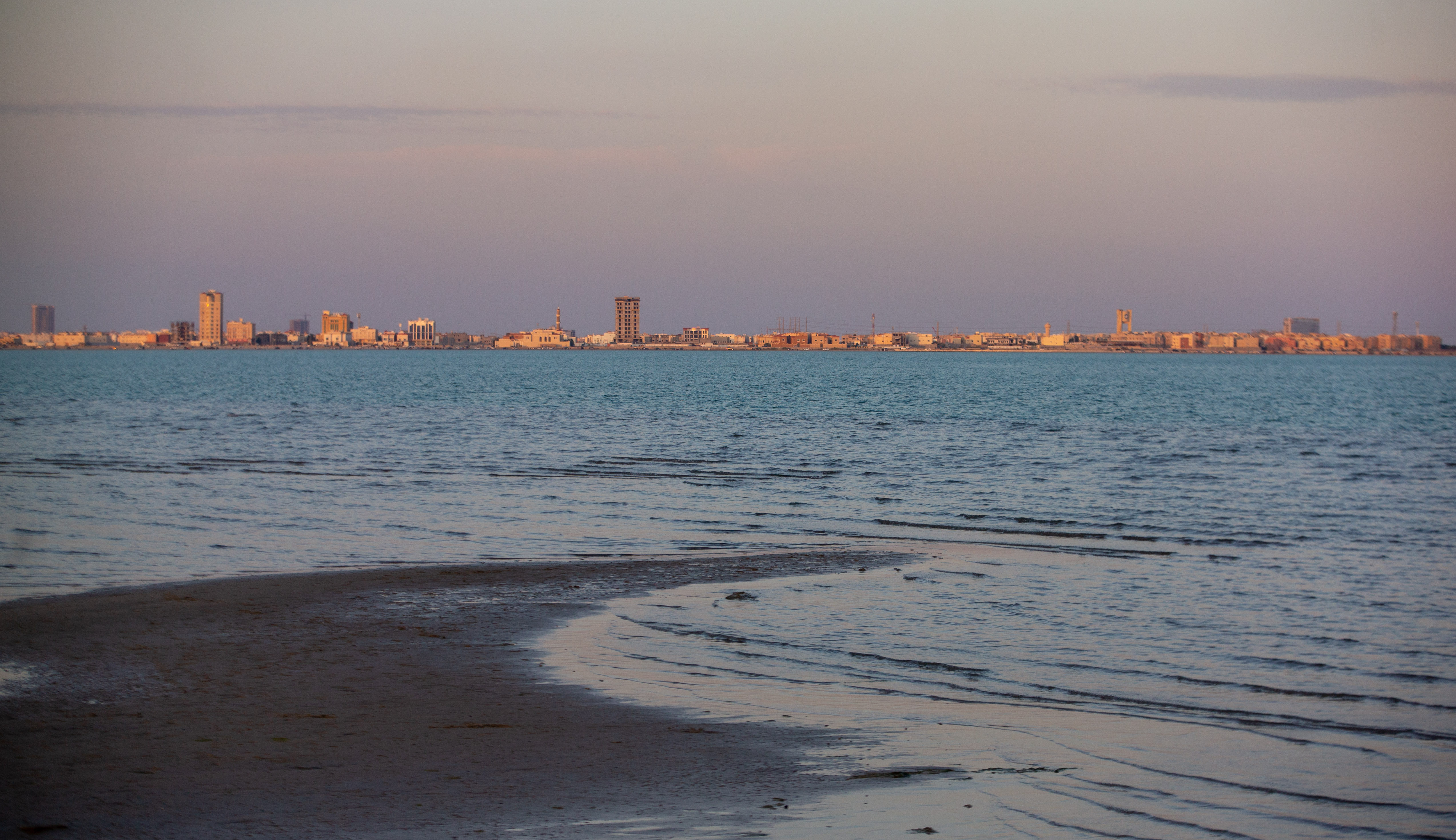
شاطئ العزيزية في المنطقة الشرقية

تتميز المنطقة بخصائص اقتصادية مميزة لعل أهمها الصناعات المتعلقة بالبترول من أعمال تنقيب وتكرير وتسويق إلى صناعات تجميع الغاز الطبيعي والصناعات تجميع الغاز والغاز الطبيعي البتروكمياوية وتتمركز الصناعات البتروكيمياوية في مدينة الجبيل الصناعية المدينة التي بنيت من لا شيء وأصبحت الآن مثلاً فريدا للتجارب الصناعية الناجحة على مستوى العالم. كما أن هناك ثلاث مدن صناعية أخرى موزعة في هذه المنطقة تحتوي على الصناعات المعدنية والتحويلية والغذائية وتصدر العديد من منتجاتها خارج المملكة.
ولموقع المنطقة الشرقية أهمية بارزة فهي بوابة المملكة العربية السعودية الشرقية وتتمتع بامتدادها أكثر من 700كم على ساحل الخليج العربي الأمر الذي مكنها من بناء موانئ تصدير واستيراد يستفاد منها على مستوى المملكة كما أن المنطقة الشرقية تعتبر أيضاً مصدراً طبيعيا للغذاء حيث تقع به أكبر واحة طبيعية في العالم وهي واحة الأحساء والتي تضم العديد من أجود أنواع النخيل في العالم.
والمنطقة الشرقية بالإضافة إلى كونها إحدى القلاع الصناعية الكبرى على مستوى الشرق الأوسط فهي تجمع ما بين البحر والشواطئ الجميلة والواحات الخضراء الوارقة إضافة إلى احتوائها إلى الصحاري الفسيحة الهادئة.
وفي نوفمبر2023 دشن الأمير سعود بن نايف بن عبدالعزيز أمير المنطقة الشرقية، عددًا من المشاريع الاستثمارية بقيمة تجاوزت 14 مليار ريال وتضمنت قائمة المشروعات، مشروع قلب الخبر، ومشروع قلب الضاحية ومشروع بيوت التلال، ومنتجع الريتز كارلتون في شاطئ نصف القمر، والمستشفى التخصصي للقلب والرئتين بالخبر، ونادي إسطبلات الفروسية بالدمام، ونادي كبار السن بالدمام، حيث استمع سموه لشرح عن كل مشروع والتصاميم المقترحة وأهم العناصر والأنشطة، والتي ستمثل نقلة نوعية للمنطقة وستعكس الجاذبية الاستثمارية والإقبال التي تتمتع به المنطقة وفق "واس".

## السكان
تعداد السعودية 2022
بلغ عدد سكان المنطقة الشرقية (5,125,254) نسمة حسب تعداد السعودية 2022، وعدد السعوديين في المنطقة (2,949,854) نسمة بنسبة 57,6%، وعدد غير السعوديين (2,175,400) نسمة بنسبة 42,4%.
يبلغ عدد سكان المنطقة الشرقية (5,028,753) مليون نسمة في عام 1439هـ (2018م)، وفق نتائج مسح الخصائص السكانية في المملكة للعام 2018م، الصادر من الهيئة العامة للإحصاء.، ويمثل عدد الذكور (3,024,986) مليون نسمة، والإناث (2,003,767) مليون نسمة.
| اسم المحافظة         | عدد السكان (2022م) | المساحة (كم2) |
| -------------------- | ------------------ | ------------- |
| الدمام (مقر الإمارة) | 1,532,326          | 647           |
| الأحساء              | 1,104,267          | 377,938       |
| الخبر                | 658,550            | 726           |
| القطيف               | 552,442            | 481           |
| الجبيل               | 505,162            | 6,992         |
| حفر الباطن           | 467,007            | 52,817        |
| الخفجي               | 84,316             | 7,923         |
| بقيق                 | 64,632             | 6,630         |
| النعيرية             | 63,815             | 20,197        |
| رأس تنورة            | 62,314             | 301           |
| قرية العليا          | 21,788             | 20,185        |
| العديد               | 8,635              | 32,795        |
| البيضاء              |                    | 1277.53       |
| إجماليًا              | 5,125,254          | 529,038       |

## المساحة
- تبلغ مساحة المنطقة الشرقية (529,038 كم2)، تمثل 24,6% من المساحة الإجمالية للمملكة.[16]

## المناخ
- حار صيفًا ومعتدل بقية فصول السنة، ويبلغ المعدل السنوي لدرجة الحرارة 27 درجة مئوية، وترتفع درجات الحرارة في شهر مايو وتتصاعد في يونيو ويوليو وأغسطس وتصل إلى أكثر من 51 درجة مئوية، وتنخفض درجة الحرارة إلى 8 درجات مئوية في شهري يناير وفبراير، كما أن درجة الرطوبة مرتفعة بالمنطقة.[17]

## مهام الإمارة
- تمثيل الحكومة في المنطقة.
- التأكد من تحقيق سير العدالة في المنطقة.
- العمل على حفظ الأمن في المنطقة.
- العمل على توفير كافة الخدمات لمواطني المنطقة بالتعاون والتنسيق مع الجهات الحكومية والمشاركة في مراحل التخطيط لكافة الخدمات.
- التأكد من كفاءة وفاعلية الخدمات التي تقدم لمواطني المنطقة، والعمل على تحسين وتطوير تقديم تلك الخدمات.
- تلقي شكاوي واستدعاءات المواطنين والنظر في أمورهم والعمل على تلبية مطالبهم وحل مشكلاتهم.

## أمراء المنطقة الشرقية منذ تأسيس المملكة
- الأمير عبد الله بن جلوي بن تركي آل سعود (1331هـ–1354هـ)
- الأمير سعود بن عبد الله بن جلوي آل سعود (1354هـ–1386هـ)
- الأمير عبد المحسن بن عبد الله بن جلوي آل سعود (1387هـ–1405هـ)
- الأمير محمد بن فهد بن عبد العزيز آل سعود (1405هـ–1434هـ)
- الأمير سعود بن نايف بن عبد العزيز آل سعود (1434هـ–حتى الآن)

## اكتشاف النفط
بدأت أعمال اكتشاف النفط في عام 1925م حينما بدأت شركة ستاندرد أويل أف كاليفورنيا «سوكال آن ذلك وشيفرون حالياً» في حفر بئر الدمام الأولى والتي لم تأتِ نتائجها محققة للتطلعات ولكن لأن الدلائل كانت تشير إلى وجود الزيت والغاز فقد استمرت الشركة في حفر تسع آبار متتالية إلى أن تحقق الحلم في 3 مارس 1928 حيث أنتجت بئر الدمام رقم 7 كميات كبيرة من البترول بعد حفرها على عمق 1441 متراً في طبقة أطلق عليها اسم (الطبقة الجيولوجية العربية) فدخلت بذلك المملكة عصر صناعة البترول.
وقد بدأت أعمال التصديرات للزيت الخام في نفس العام عن طريق فرضة صغيرة في الخبر كان الزيت عن طريقها يشحن إلى البحرين وفيما بعد تم بناء فرضة رأس تنورة التي بدأت في استقبال ناقلات الزيت حيث تم شحن أول دفعة من الزيت عن طريقها في 11 ربيع أول 1358هـ الموافق 1 مايو 1939م وذلك في احتفال رسمي رعاه الملك عبد العزيز آل سعود وقد زاد إنتاج الزيت بشكل ملحوظ فقبيل عام 1944م كان متوسط الإنتاج لا يتعدى 20.000 برميل يومياً وفي عام 1949م وصل الإنتاج 50.000 برميل يومياً أما في عام 1970م فقد بلغ معدل الإنتاج 305 ألف برميل يومياً إلى أن سجل رقماً قياسياً عام 1980 بحيث وصل إلى 9.631.366 برميل يوميا.
وقد كان لولوج الأمريكان إلى المنطقة الشرقية للعمل في شركة أرامكو أثرًا على ثقافتهم، وأثرت الشركة أيضا في الثقافة المحلية، حيث دخلت مثلًا عدد من المفردات الأجنبية المحوّرة إلى لهجات المنطقة الشرقية.

## وصلات خارجية
- إمارة المنطقة الشرقية
- أمانة المنطقة الشرقية